# Incarvillea lutea
Incarvillea lutea là một loài thực vật có hoa trong họ Chùm ớt. Loài này được Bureau et Franch. mô tả khoa học đầu tiên năm 1891.